# نقد علم النفس التطوري
علم النفس التطوري يسعى إلى تحديد وفهم السمات النفسية البشرية التي تطورت بنفس الطريقة التي تطورت بها السمات البيولوجية، من خلال التكيف مع المؤثرات البيئية. علاوة على ذلك، فإنه يميل إلى اعتبار الغالبية العظمى من السمات النفسية، وبالتأكيد أهمها، كنتيجة لتكيفات سابقة، الأمر الذي أثار جدلاً ونقداً كبيرين من المجالات المنافسة. تشمل هذه الانتقادات خلافات حول قابلية اختبار الفرضيات التطورية، وافتراضات معرفية مثل النموذجية الكبيرة، والغموض الناجم عن افتراضات حول البيئة التي تؤدي إلى التكيف التطوري، وأهمية التفسيرات غير الجينية وغير التكيفية، بالإضافة إلى قضايا سياسية وأخلاقية في المجال نفسه.
يجادل علماء النفس التطوري بأن العديد من الانتقادات الموجهة إليه هي مغالطات رجل القش، تستند إلى ثنائية خاطئة بين الطبيعة والتنشئة، و/أو تستند إلى سوء فهم للتخصص. بالإضافة إلى ذلك، يؤكد بعض المدافعين عن علم النفس التطوري أن منتقدي هذا التخصص يبنون انتقاداتهم على افتراضات سياسية مسبقة، مثل تلك المرتبطة بالماركسية.

## أمثلة على المنتقدين والمدافعين
يُفصّل غانون (2002) تاريخ النقاش من منظور ناقد. يشمل نقاد علم النفس التطوري فلاسفة العلوم ديفيد بولر (مؤلف كتاب "تكييف العقول")، وروبرت سي. ريتشاردسون (مؤلف كتاب "علم النفس التطوري كعلم نفس غير متكيف")، وبريندان والاس (مؤلف كتاب "فهم داروين خطأً: لماذا لن ينجح علم النفس التطوري؟"). يشمل نقاد آخرون علماء الأعصاب مثل ستيفن روز (الذي حرر كتاب "يا للأسف، داروين المسكين: حجج ضد علم النفس التطوري")، وعلماء الأنثروبولوجيا البيولوجية مثل جوناثان ماركس، وعلماء الأنثروبولوجيا الاجتماعية مثل تيم إنغولد ومارشال سالينز.
نُشرت ردود تدافع عن علم النفس التطوري ضد النقاد في كتب تشمل كتاب سيغرسترايل "المدافعون عن الحقيقة: معركة العلم في نقاش علم الاجتماع الحيوي وما بعده" (2000)، وكتاب باركو "تفويت الثورة: الداروينية للعلماء الاجتماعيين" (2005)، وكتاب ألكوك "انتصار علم الاجتماع الحيوي" (2001). تشمل ردود أخرى على النقاد كونفر وآخرون (2010)، وتوبي وكوزميدس (2005)، وهاغن (2005). علاوة على ذلك، في رد مقتبس بشكل متكرر على معظم هؤلاء النقاد، افترضت عالمة النفس آن كامبل أن هؤلاء الأشخاص يعتقدون ببساطة أن "التطور يتوقف عند الرقبة".

## نقد الافتراضات الأساسية

### النمطية الهائلة
افترض علماء النفس التطوري أن العقل يتكون من وحدات معرفية متخصصة لأداء مهام محددة. وقد نظر علماء النفس التطوري إلى أن هذه الوحدات المتخصصة مكنت أسلافنا من الاستجابة بسرعة وفعالية للتحديات البيئية. ونتيجة لذلك، كان من المرجح أن تُختار الوحدات الخاصة بالمجال، في حين أن الآليات المعرفية العامة ذات الأغراض الواسعة التي تعمل ببطء أكبر كان من المرجح أن تُستبعد في سياق التطور.
انتقد عدد من علماء الإدراك فرضية النمطية، مستشهدين بأدلة عصبية على مرونة الدماغ والتغيرات في الشبكات العصبية استجابة للمنبهات البيئية والخبرات الشخصية. فقد جادل ستيفن كوارتز وتيري سجنوفسكي، على سبيل المثال، بأن النظرة إلى الدماغ كمجموعة من الدوائر المتخصصة، كل منها اُختير عن طريق الانتقاء الطبيعي وبني وفقًا لـ "مخطط وراثي"، تتعارض مع الأدلة على أن التطور القشري مرن وأن مناطق الدماغ يمكن أن تضطلع بوظائف مختلفة.لا يدعم البحث العصبي البيولوجي افتراض علماء النفس التطوري بأن الأنظمة ذات المستوى الأعلى في القشرة الحديثة المسؤولة عن الوظائف المعقدة نمطية بشكل هائل.يستشهد بيترز (2013) بأبحاث عصبية تظهر أن مناطق القشرة الحديثة ذات الترتيب الأعلى يمكن أن تصبح متخصصة وظيفيًا عن طريق اللدونة المشبكية والتغيرات المعتمدة على الخبرة التي تحدث في المشبك أثناء التعلم والذاكرة. ونتيجة لعمليات الخبرة والتعلم، يمكن أن يبدو الدماغ المتطور نمطيًا على الرغم من أنه ليس بالضرورة نمطيًا فطريًا. ومع ذلك، يرد كلاسيوس (2014) على نقد بيترز.
نقد آخر هو أن هناك القليل من الدعم التجريبي لصالح نظرية الاختصاص بالمجال. وجد علماء النفس التطوري البارزون ليدا كوزميدس وجون توبي أن الأداء في مهمة الاختيار يعتمد على المحتوى: يجد الناس أنه من الأسهل اكتشاف انتهاكات قواعد "إذا-إذن" عندما يمكن تفسير القواعد على أنها غش في عقد اجتماعي. من هذا استنتجت كوزميدس وتوبي وعلماء نفس تطوريون آخرون أن العقل يتكون من وحدات خاصة بالمجال وحساسة للسياق (بما في ذلك وحدة الكشف عن الغش). اقترح النقاد أن كوزميدس وتوبي يستخدمان افتراضات تطورية غير مختبرة لإقصاء نظريات استدلال منافسة وأن استنتاجاتهما تحتوي على أخطاء استنتاجية. فقد جادل ديفيز وآخرون، على سبيل المثال، بأن كوزميدس وتوبي لم ينجحا في إقصاء نظرية الأغراض العامة لأن مهمة اختيار وازون المعدلة التي استخدموها اختبرت جانبًا واحدًا محددًا فقط من الاستدلال الاستنتاجي وفشلت في فحص آليات استدلال عامة أخرى (مثل الاستدلال القائم على المنطق القياسي، ومنطق الرتبة الأولى، والمنطق الشرطي، والمنطق الاستقرائي، إلخ). علاوة على ذلك، تستخدم كوزميدس وتوبي قواعد تمثل بشكل غير صحيح حالات التبادل الاجتماعي الحقيقية. وعلى وجه التحديد، يفترضان أن الشخص الذي حصل على منفعة ولم يدفع التكلفة يغش. ومع ذلك، في حالات التبادل الاجتماعي الحقيقية، يمكن للأشخاص الاستفادة وعدم الدفع دون غش (كما في حالة تلقي الهدايا أو الاستفادة من الصدقات).
اقترح بعض النقاد أن جيناتنا لا يمكنها الاحتفاظ بالمعلومات اللازمة لترميز الدماغ وجميع وحداته المفترضة. يشترك البشر في جزء كبير من جينومهم مع أنواع أخرى ولديهم تسلسلات الحمض النووي المطابقة بحيث يجب أن تحتوي الجينات المتبقية على تعليمات لبناء دوائر متخصصة غير موجودة في الثدييات الأخرى.
تتعلق إحدى الخلافات بالنمطية الخاصة لنظرية العقل المستخدمة في علم النفس التطوري (النمطية الهائلة). يجادل النقاد لصالح نظريات أخرى.

### بيئة التكيف التطوري
إحدى الطرق التي يستخدمها علماء النفس التطوري هي استخدام معرفة بيئة التكيف التطوري (EEA) لتوليد فرضيات تتعلق بالتكيفات النفسية المحتملة. جزء من نقد الأساس العلمي لعلم النفس التطوري هو أنه يفترض غالبًا أن التطور البشري حدث في بيئة موحدة، في حين يقترح النقاد أننا نعرف القليل جدًا عن البيئة (أو ربما البيئات المتعددة) التي تطور فيها الإنسان العاقل، بحيث يصبح تفسير سمات معينة على أنها تكيف لتلك البيئة أمرًا تخمينيًا للغاية.
يذكر عالما النفس التطوري جون توبي وليدا كوزميدس أن البحث يقتصر على يقينيات حول الماضي، مثل أن الحمل يحدث فقط عند النساء، وأن البشر عاشوا في مجموعات. ويجادلان بأن هناك العديد من السمات البيئية المعروفة فيما يتعلق بتاريخنا التطوري كنوع. ويجادلان بأن أسلافنا من الصيادين وجامعي الثمار تعاملوا مع الحيوانات المفترسة والفرائس، والحصول على الغذاء وتقاسمه، واختيار الشريك، وتربية الأطفال، والعدوان بين الأشخاص، والمساعدة بين الأشخاص، والأمراض ومجموعة من التحديات الأخرى التي يمكن التنبؤ بها إلى حد كبير والتي شكلت ضغوطًا انتقائية كبيرة. وتشمل المعرفة أيضًا أشياء مثل نمط حياة بدوي قائم على القرابة في مجموعات صغيرة، وعمر طويل للثدييات، وخصوبة منخفضة للثدييات، وحمل وإرضاع طويل للإناث، وصيد وعدوان تعاونيين، واستخدام الأدوات، وتقسيم العمل على أساس الجنس. وبالتالي، يجادل توبي وكوزميدس بأنه يمكن معرفة ما يكفي عن بيئة التكيف التطوري لوضع فرضيات وتوقعات.
جادل ديفيد بوس أيضًا بأنه يمكن معرفة بيئة التكيف التطوري بشكل كافٍ لوضع تنبؤات في علم النفس التطوري. جادل بوس بأن جوانب البيئة معروفة - جاذبية الأرض كانت كما هي، وكذلك غلافها الجوي. انقرضت الديناصورات وحشرات العصر الكربوني العملاقة ولا يزال البشر يعيشون في مجموعات، بينما كان هناك جنسان. وتألفت المجموعات من أعضاء كبار وصغار، أصحاء ومرضى، ودرجات متفاوتة من القرابة وما إلى ذلك. يلاحظ بوس أنه في حين يتفق بعض النقاد على أن البيئة العامة معروفة، إلا أن الضغوط الانتقائية المحددة قد لا تُفهم أبدًا بسبب حساسيتها العالية للسياق. استخدم ديفيد بولر تشبيهًا يشمل الطيور، ملاحظًا أنه في حين يجب على جميع الطيور الذكور جذب جميع الطيور الإناث، فإنها تفعل ذلك بطرق مختلفة؛ يزعم بولر أن الأدلة ببساطة غير متاحة لتحديد مشاكل جذب الشريك المحددة للبشر. ومع ذلك، يجادل بوس بأنه يمكن حل ذلك من خلال اقتراح فرضيات مختلفة لعلم النفس التطوري واستخدام البيانات واستراتيجيات التأكيد واكتشاف الاستدلال لتحديد أي منها يمكن تطويره. علاوة على ذلك، يجادل بوس بأن هذا النقد متشكك بشكل انتقائي - يلاحظ بوس أن بولر لم يواجه أي مشكلة في الكتابة بثقة عن وظائف التزاوج المتطورة لأنواع الطيور، والتي يوجد عنها معرفة أقل بكثير حول الضغوط الانتقائية، لذلك ليس من الواضح لماذا يرغب بولر في استنتاج استراتيجيات التزاوج للطيور القديمة من خلال تحليل الطيور الحية ولكنه غير راغب في استنتاج استراتيجيات التزاوج للبشر القدماء من خلال تحليل البشر الأحياء.
يجادل جون ألكوك بأن حقيقة أن العديد من السمات لدى البشر قابلة للتكيف حاليًا تشير إلى أنها تطورت في الأصل كتكيفات. وذلك لأنه إذا ابتعد الكائن الحي كثيرًا عن بيئته الأصلية، فمن غير المرجح أن تكون سماته قابلة للتكيف مع البيئة الجديدة المتغيرة ويصبح عرضة للانقراض. وبالتالي، يشك علماء النفس التطوري في أن العالم الحديث جديد إلى حد كبير مقارنة بعالم بيئة التكيف التطوري.
يجادل ستيفن بينكر بأن هناك أدلة كافية متاحة حول البيئات التاريخية التي تطور فيها البشر ليقوم علماء النفس التطوري باستنتاجات وتوقعات منها. يجادل بينكر بأن الأدلة تشير إلى أن البيئة السلفية افتقرت إلى "الزراعة، ومنع الحمل، والطب عالي التقنية، ووسائل الإعلام الجماهيرية، والسلع المنتجة بكميات كبيرة، والمال، والشرطة، والجيوش، ومجتمعات الغرباء، وغيرها من السمات الحديثة"، والتي يجادل بينكر بأن لها جميعًا آثارًا عميقة على العقول التي تطورت في مثل هذه البيئة.

## قابلية اختبار الفرضيات
من الانتقادات المتكررة لعلم النفس التطوري صعوبة أو استحالة اختبار فرضياته، مما يشكك في وضعه كعلم تجريبي. كمثال على ذلك، يشير النقاد إلى أن العديد من السمات الحالية ربما تطورت لخدمة وظائف مختلفة عن تلك التي تؤديها الآن، مما يعيق محاولات استنتاج الماضي. يقر علماء النفس التطوري بصعوبة اختبار فرضياتهم لكنهم يؤكدون أنها ممكنة مع ذلك.

يجادل النقاد بأن العديد من الفرضيات المطروحة لشرح الطبيعة التكيفية للسمات السلوكية البشرية هي مجرد "قصص ما بعد الحقيقة"؛ تفسيرات تكيفية أنيقة لتطور سمات معينة لا تستند إلى أي دليل يتجاوز منطقها الداخلي. يزعمون أن علم النفس التطوري يمكنه التنبؤ بالعديد من السلوكيات، أو حتى جميعها، لموقف معين، بما في ذلك السلوكيات المتناقضة. لذلك، فإن العديد من السلوكيات البشرية ستتوافق دائمًا مع بعض الفرضيات. جادل نعوم تشومسكي قائلاً:
تجد أن الناس يتعاونون، فتقول، 'نعم، هذا يساهم في استمرار جيناتهم.' تجد أنهم يتقاتلون، فتقول، 'بالتأكيد، هذا واضح، لأنه يعني أن جيناتهم تستمر وليس جينات شخص آخر.' في الواقع، أي شيء تجده تقريبًا، يمكنك اختلاق قصة له.
جادلت ليدا كوسميديس في مقابلة:
أولئك الذين لديهم معرفة مهنية بعلم الأحياء التطوري يعرفون أنه ليس من الممكن تلفيق تفسيرات بعد الحقيقة لأي سمة. هناك قيود مهمة على التفسير التطوري. والأهم من ذلك، أن كل تفسير تطوري لائق لديه تنبؤات قابلة للاختبار حول تصميم السمة. على سبيل المثال، فإن فرضية أن غثيان الحمل هو نتاج ثانوي لهرمونات ما قبل الولادة تتنبأ بأنماط مختلفة من النفور من الطعام عن فرضية أنه تكيف تطور لحماية الجنين من مسببات الأمراض والسموم النباتية في الطعام في المرحلة الجنينية التي يكون فيها الجنين أكثر عرضة للخطر - خلال الثلث الأول من الحمل. الفرضيات التطورية - سواء اُنشئت لاكتشاف سمة جديدة أو لشرح سمة معروفة بالفعل - تحمل تنبؤات حول طبيعة تلك السمة. البديل - عدم وجود فرضية حول الوظيفة التكيفية - لا يحمل أي تنبؤات على الإطلاق. فأي منهما هو النهج العلمي الأكثر تقييدًا ورصانة؟
تصف مقالة مراجعة عام 2010 كتبها علماء نفس تطوريون كيف يمكن اختبار نظرية تطورية بشكل تجريبي. تُوضع فرضية حول السبب التطوري لظاهرة أو ظواهر نفسية. ثم يقوم الباحث بوضع تنبؤات يمكن اختبارها. يتضمن ذلك التنبؤ بأن السبب التطوري سيحدث تأثيرات أخرى غير تلك التي اُكتشفت وعُرفت بالفعل. ثم تُختبر هذه التنبؤات. يجادل المؤلفون بأنه اُختبرت العديد من النظريات التطورية بهذه الطريقة واُكدت أو دُحضت. يشير بولر (2005) إلى أن مجال علم النفس التطوري بأكمله لا يُؤكد أو يُدحض أبدًا؛ فقط فرضيات محددة، مدفوعة بالافتراضات العامة لعلم النفس التطوري، هي قابلة للاختبار. وفقًا لذلك، فهو ينظر إلى علم النفس التطوري على أنه نموذج وليس نظرية، وينسب هذا الرأي إلى علماء نفس تطوريين بارزين بمن فيهم كوزميدس وتوبي وبس وبينكر.

في مقالته المراجعة بعنوان "الاكتشاف والتأكيد في علم النفس التطوري" (في دليل أكسفورد لفلسفة علم النفس) يخلص إدوارد ماشيري إلى ما يلي:
لا يزال علم النفس التطوري نهجًا مثيرًا للجدل إلى حد كبير في علم النفس، ربما لأن المتشككين في بعض الأحيان لديهم معرفة مباشرة قليلة بهذا المجال، وربما لأن البحث الذي يجريه علماء النفس التطوريين ذو جودة متفاوتة. ومع ذلك، لا يوجد سبب يذكر لتبني شك مبدئي تجاه علم النفس التطوري: على الرغم من أنه عرضة للخطأ بشكل واضح، إلا أن الاستدلالات الاكتشافية واستراتيجيات التأكيد التي يستخدمها علماء النفس التطوريين تستند إلى أساس متين.
يرد ستيف ستيوارت ويليامز، على الادعاءات بأن فرضيات علم النفس التطوري غير قابلة للتفنيد، بأن هذه الادعاءات غير متماسكة منطقيًا. ويجادل ستيوارت ويليامز بأنه إذا كانت فرضيات علم النفس التطوري لا يمكن تفنيدها، فإن التفسيرات المنافسة لا يمكن تفنيدها أيضًا، لأنه إذا ثبتت صحة التفسيرات البديلة (مثل الفرضيات الاجتماعية والثقافية)، فإن هذا سيفند تلقائيًا فرضية علم النفس التطوري المنافسة، وبالتالي لكي تكون التفسيرات المنافسة صحيحة، يجب أن تكون فرضية علم النفس التطوري خاطئة وبالتالي قابلة للتفنيد.
يلاحظ إدوارد هاجن أن منتقدي علم النفس التطوري غالبًا ما يجادلون بأنه نظرًا لأن سمة ما كان يمكن أن تتطور كتكيف أو كنتيجة ثانوية، فمن المستحيل تحديد أي منهما لأنها تطورت في بيئة ماضية، وبالتالي فإن فرضيات علم النفس التطوري حول أصل السمة غير قابلة للاختبار. ووفقًا لهاجن، فإن المنتقدين الذين يستخدمون هذه الحجة لديهم فهم خاطئ للعلم؛ ويجادل هاجن بأن العلم هو في الأساس منهج استنباطي، أي الاستدلال على أفضل تفسير. ويجادل هاجن بأن الفرضيات تتنافس لتقديم أفضل تفسير لظاهرة ما، حيث يُقاس "الأفضل" من خلال معايير مثل التنبؤ بملاحظات جديدة ومدهشة، والاقتصاد، والتماسك، وما إلى ذلك. ولا يتطلب الاستنباط من العالم تقديم دليل مباشر على كل تنبؤ واحد. تقدم فرضيات علم النفس التطوري تنبؤات وبالتالي تتنافس مع فرضيات أخرى لشرح السمات. ويجادل هاجن كذلك بأنه في حين أن بعض النقاد يستنتجون أن تفسيرات علم النفس التطوري للسمات العقلية لا يمكن أن تكون صحيحة لأنها لا يمكن اختبارها للأسباب المذكورة أعلاه، فإن هذا استنتاج خاطئ؛ فحتى لو لم يكن من الممكن اختبار فرضيات علم النفس التطوري، فإن هذا لا يعني أنها خاطئة، بل يعني فقط أنه لا يمكن الحصول على دليل عليها، وليس أن السمات غير موجودة لأسباب تطورية.
يشرح دومينيك مورفي أن أحد أكثر الاعتراضات شيوعًا على علم النفس التطوري هو حجة "آلة الزمن". هذه هي الحجة التي مفادها أنه بينما يمكن لعلم النفس التطوري أن يقدم تنبؤات حول الأشياء التي يجب أن نراها في العالم الحديث إذا كانت فرضية علم النفس التطوري صحيحة، إلا أن هناك العديد من التفسيرات البديلة لأصل سمة ما والتي من شأنها أيضًا أن تتنبأ بهذه الظاهرة، على سبيل المثال، يمكن لسمة تتطور كمنتج ثانوي أن تتنبأ بنفس الأدلة التي تتنبأ بها نفس السمة التي تطورت كتكيف. لذلك، فإن عددًا لا نهائيًا محتملًا من التفسيرات التاريخية البديلة ممكن. وبالتالي، بدون آلة زمن، من المستحيل تحديد التفسير المحتمل للأدلة المشاهدة في العصر الحديث والذي هو الصحيح. يجادل مورفي بأن هذه الحجة معيبة لعدة أسباب. أولاً، إذا قُدم تفسير لسمة ما وقُدم تنبؤ لما سنراه في العصر الحديث بناءً على هذا التفسير، فلا يمكن للمرء ببساطة اقتراح تفسيرات بديلة. بدلاً من ذلك، تتطلب هذه التفسيرات البديلة تنبؤات قابلة للاختبار خاصة بها لتُقدم، ويفضل أن تكون تنبؤات متعددة ومختلفة. بالإضافة إلى ذلك، قد لا تتنبأ جميع التفسيرات بنفس الأدلة، وبالتالي يجادل مورفي بأنه إذا كان أحد التفسيرات يتنبأ بقدر كبير من الأدلة للملاحظات الحديثة وتكافح التفسيرات البديلة لشرح ذلك، فمن المعقول أن يكون لدينا ثقة في التفسير الأول. علاوة على ذلك، يجادل مورفي بأنه إذا طُبقت حجة "آلة الزمن" على علوم أخرى، فإنها ستؤدي إلى نتائج سخيفة - يلاحظ مورفي أن علماء الكون قد أكدوا تنبؤات حول الانفجار العظيم من خلال دراسة الأدلة الفلكية المتاحة والفهم الحالي لفيزياء الجسيمات، دون الحاجة إلى آلة زمن للعودة إلى بداية الكون. وبالمثل، فإن علماء الجيولوجيا والفيزياء الذين يحققون في فرضية أن اصطدام كويكب هو الذي تسبب في انقراض الديناصورات فعلوا ذلك من خلال البحث عن أدلة حديثة. وهكذا يخلص مورفي إلى أن العبء يقع على عاتق المشككين لإثبات لماذا يُزعم أن علم النفس التطوري غير قابل للاختبار على أسس "آلة الزمن" إذا كانت العلوم التاريخية الأخرى ليست كذلك، حيث "يجب الحكم على الأساليب بشكل شامل، وليس انتقادها في سياق واحد".
وقدم أندرو غولدفينش حجة مماثلة، حيث جادل بأن هذا النقد بأكمله يرجع إلى قضية التحديد الناقص - يمكن للعديد من التفسيرات المتنافسة أن تستوعب ظاهرة ما، مما يجعل من الصعب تحديد التفسير الصحيح. علاوة على ذلك، يمكن للمرء أيضًا أن يتحدى تفسير نتائج التجربة، أو يراجع تفسيرًا لاستيعاب حقيقة جديدة، أو حتى يشكك في موثوقية التجارب التي أجريت. ومع ذلك، يجادل غولدفينش بأن هذه مشكلة منتشرة في جميع العلوم وليست فريدة لعلم النفس التطوري، لذلك ليس من الواضح لماذا يُنظر إلى هذا على أنه نقد لهذا المجال إذا كان سيتم تجاهله في أماكن أخرى. أخيرًا، يجادل غولدفينش بأن إحدى طرق التمييز بين التفسيرات المتنافسة هي التمييز بين البرامج التي تقدم تنبؤات جديدة وتكتشف حقائق جديدة وتلك البرامج التي تستوعب ببساطة الاكتشافات الجديدة لبرامج أخرى. يجب تفضيل تلك البرامج التي تقوم بالفعل بتقديم واختبار التنبؤات على تلك التي تستوعب ببساطة اكتشافات الآخرين.

## الزعم بتجاهل التفسيرات البديلة

### التفسيرات البيئية
يزعم النقاد أن علم النفس التطوري يواجه صعوبة في تطوير أبحاث يمكنها التمييز بين التفسيرات البيئية والثقافية من جهة والتفسيرات التطورية التكيفية من جهة أخرى. وقد تعرضت بعض الدراسات لانتقادات بسبب ميلها إلى عزو عناصر من الإدراك البشري إلى العمليات التطورية في حين أنها قد تُعزى إلى عمليات اجتماعية (مثل تفضيل سمات جسدية معينة في الشركاء)، أو مصنوعات ثقافية (مثل النظام الأبوي وأدوار المرأة في المجتمع)، أو اعتبارات جدلية (مثل السلوكيات التي تتفاعل فيها البيولوجيا مع المجتمع، كما هو الحال عندما يحدد لون الجلد المحدد بيولوجيًا كيفية معاملة الشخص). وكثيرًا ما يُنتقد علماء النفس التطوري لتجاهلهم الكميات الهائلة من الأدبيات في علم النفس، وعلم الإنسان، وعلم الاجتماع، وعلم الآثار، وعلم اللغة، والفلسفة، والتاريخ، والعلوم الطبيعية. ويؤكد كلا طرفي النقاش على أن عبارات مثل "البيولوجيا مقابل البيئة" و "الجينات مقابل الثقافة" ترقى إلى مأزق مفتعل، وقد ساعد النقاد الصريحون لعلم الأحياء الاجتماعي مثل ريتشارد ليونتن وستيفن روز وليون كامين في تعميم نهج "جدلي" لقضايا السلوك البشري، حيث تتفاعل البيولوجيا والبيئة بطرق معقدة لإنتاج ما نراه.
يجادل علماء النفس التطوري كونفر وآخرون بأن علم النفس التطوري يقبل تمامًا تفاعلية الطبيعة والتنشئة، وأنه من الممكن اختبار النظريات من أجل التمييز بين التفسيرات المختلفة.

### آليات تطورية أخرى
يشير النقاد إلى أنه ضمن علم الأحياء التطوري توجد العديد من المسارات غير التكيفية التي يمكن أن يسلكها التطور لإنتاج السلوكيات التي نراها في البشر اليوم. الانتخاب الطبيعي ليس العملية التطورية الوحيدة التي يمكن أن تغير ترددات الجينات وتنتج سمات جديدة. الانحراف الوراثي ناتج عن التباين العشوائي في الجينات أو البيئة أو النمو. المنتجات الثانوية التطورية هي سمات لم تصمم خصيصًا لوظيفة تكيفية، على الرغم من أنها قد تكون نموذجية للأنواع وقد تمنح الكائن الحي فوائد أيضًا. "العقد" هو مصطلح صاغه غولد ولوينتون (1979أ) للسمات التي لا تمنح الكائن الحي أي ميزة تكيفية، ولكنها "تُحمل" بواسطة سمة تكيفية. يدافع غولد عن فرضية مفادها أن الإدراك لدى البشر نشأ كعقد: "الانتخاب الطبيعي جعل الدماغ البشري كبيرًا، لكن معظم خصائصنا وقدراتنا العقلية قد تكون عقودًا - أي نتائج جانبية غير تكيفية لبناء جهاز بهذه التعقيد الهيكلي". بمجرد أن تكتسب سمة ما اكتسبت بآلية أخرى ميزة تكيفية، فقد تكون مفتوحة لمزيد من الانتخاب كـ "تكيف مسبق". يجادل غولد بأنه لا يمكن للمرء أن يخلط بين فائدة سمة في البيئة الحالية وأصلها التكيفي. من ناحية أخرى، يقترح علماء النفس التطوري أن النقاد يسيئون تمثيل مجالهم، وأن البحث التجريبي في علم النفس التطوري مصمم للمساعدة في تحديد السمات النفسية المعرضة للتكيفات، وكذلك تلك التي ليست كذلك.
جادل إدوارد هاغن بأن اعتماد علم النفس التطوري على التفسيرات التكيفية يرتكز على حقيقة أن وجود وبقاء الحياة أمر غير مرجح للغاية. يجادل هاغن بأن معظم الكائنات الحية لا تعيش لتتكاثر وأن التكيفات هي السبيل الوحيد الذي يمكن للكائنات الحية أن تأمل من خلاله في القيام بذلك؛ التفسيرات البديلة مثل الانحراف الوراثي ذات صلة فقط إذا كان الكائن الحي قادرًا على البقاء والتكاثر في المقام الأول، وحقيقة أن الكائنات الحية تنجح في البقاء والتكاثر، على الرغم من احتمالات حدوث ذلك، هي ما يهتم به علماء النفس التطوري. وبالمثل، يجادل ستيفن بينكر بأن الأعضاء المعقدة مثل العيون تتطلب العديد من الأجزاء الدقيقة بترتيبات دقيقة، مما يشير إلى أنها تطورت عبر ضغط انتقائي، لأنه سيكون من غير المحتمل للغاية أن ينشأ مثل هذا الترتيب مصادفة من الانحراف الوراثي أو كنتيجة ثانوية لسمة أخرى. يجادل هاغن أيضًا بأن إحدى طرق التمييز بين العقود والتكيفات هي أن التكيفات لديها دليل على التصميم (أي أنها لم تنشأ ببساطة عن طريق الصدفة البحتة ولكن اُختيرت). بينما يوافق هاغن على أن المرء يمكن أن يخاطر بالإفراط في إسناد التكيف، إلا أنه يلاحظ أن المرء يمكن أن يخاطر أيضًا بالتقليل من شأنه. يجادل هاغن بأن اللوزتين يمكن أن تصابا بالعدوى وأنه يجب معرفة ما إذا كان من الآمن إزالتهما أم لا. الإصرار على أن اللوزتين يمكن أن تكونا مجرد عقد ليس مفيدًا، في حين أن افتراض أنهما قد تكونان تكيفات يسمح للمرء بوضع تنبؤات بشأنهما لمعرفة ما إذا كان لهما وظيفة وبالتالي ما إذا كان من الآمن إزالتهما أم لا. في المقابل، يجادل ستيف ستيوارت ويليامز بأنه ليس صحيحًا أن علماء النفس التطوري لا يأخذون في الاعتبار التفسيرات غير التكيفية، بحجة أن علماء النفس التطوري قد اقترحوا تفسيرات بديلة مثل المنتجات الثانوية، مشيرًا إلى أن فرضية أن السمنة ناتجة عن عدم التوافق بين البيئات القديمة والحديثة هي واحدة من أشهر حالات تفسير المنتج الثانوي في علم النفس التطوري. يقدم بينكر حجة مماثلة، حيث يجادل بأن علم النفس التطوري لطالما تبنى وجهة النظر القائلة بأن أشياء مثل الفن والموسيقى والعلوم والدين والأحلام ربما تكون منتجات ثانوية أو عقودًا لصفات عقلية أخرى.
يجادل ليث الشواف بأن علماء النفس التطوري يستخدمون التكيفات كنقطة انطلاق للبحث - إذا فشلت الأدلة المؤيدة لفرضية التكيف، فسيتخلى عنها علماء النفس التطوري، لذلك من غير الصحيح الادعاء بأن علماء النفس التطوري لا يأخذون في الاعتبار فرضيات بديلة. يلاحظ سفين والتر أنه بينما يجادل منتقدو الفرضيات التكيفية بأن تفسيرات تطورية بديلة يمكن أن توجد، فإن ماهية هذه التفسيرات البديلة وكيف تؤدي إلى نوع السمات التي يدرسها علماء النفس التطوري لا تُوضح دائمًا (على سبيل المثال، إذا اقترح أن سمة ما هي منتج ثانوي وليست تكيفًا، فليس من الواضح دائمًا ما يفترض أن تكون منتجًا ثانويًا له). وبالتالي يجادل والتر بأنه إذا لم تكن هناك فرضية بديلة معقولة، وإذا كانت الفرضية التكيفية معقولة منطقيًا، وإذا كانت هناك أدلة تجريبية تدعمها، فهناك بالتالي دعم معقول لفرضية عالم النفس التطوري التكيفية.
يجادل ستيفن جانجستاد بأن إظهار أن سمة ما مفيدة ليس كافيًا لإثبات أنها تكيف. بل لإظهار أن شيئًا ما تكيف، يجب إظهار أنه يُظهر تصميمًا خاصًا. التصميم الخاص هو عندما تؤدي سمة ما وظيفة (الوظيفة بمعنى أنها تزيد من اللياقة الإنجابية للكائن الحي) بفعالية ويصعب تصور سيناريو بديل تطورت فيه السمة. يلاحظ جانجستاد أن العين مثال متطرف، لأنها فعالة للغاية في وظيفة الرؤية، ومع ذلك يصعب تصور سيناريو تطورت من خلاله بخلاف سيناريو اُختيرت لخصائصها البصرية وبالتالي وظيفة البصر. جادل علماء النفس التطوري أيضًا بأن نقص التصميم الخاص هو دليل على أن السمة هي نتاج ثانوي وليست تكيفًا؛ على سبيل المثال، وُجد أن الرجال يجدون رائحة المرأة أكثر جاذبية في مرحلة الخصوبة مقارنة بمرحلة الجسم الأصفر غير الخصبة. في حين أن انجذاب الرجال لهذه الرائحة قد يكون تكيفًا، لا يوجد دليل على أن النساء يمتلكن تكيفًا لشم رائحة أفضل عندما تكونن خصبات، بل من المرجح أن يكون ذلك نتاجًا ثانويًا لتغير مستويات الهرمونات، والتي اُختير الرجال للكشف عنها وتقييمها بشكل مختلف. يعتبر علماء النفس التطوري دليلًا على أن السمة تكيف إذا كان لديها العديد من الميزات التي تتناسب بشكل غير محتمل مع حل مشكلة تكيفية سلفية، وأن الخصائص الظاهرية من غير المرجح أن تنشأ عن طريق الصدفة وحدها وأن السمة لا يمكن تفسيرها بشكل أفضل على أنها نتاج ثانوي أو نتيجة لمشكلة تكيفية أخرى. لإظهار أن السمة هي نتاج ثانوي، يجب إظهار أن شيئًا آخر هو تكيف ثم أن السمة المعنية هي أثر جانبي لهذا التكيف. تتحمل فرضيات التكيف المشترك والنتوءات عبئًا إضافيًا من الأدلة مقارنة بفرضيات التكيف، حيث يجب عليها تحديد كل من الوظيفة المشتركة اللاحقة والوظيفة التكيفية الأصلية، بالإضافة إلى ما تسبب في تكيف السمة لوظيفتها الجديدة؛ لا يكفي ببساطة اقتراح فرضية تكيف مشترك أو نتوء بديلة لفرضية التكيف، بل يجب تلبية هذه الأعباء الأدلة. تجادل ليدا كوزميدس بأن إثارة الاعتراض بأن سمة ما يمكن أن تكون نتوءًا لا معنى له لأن الكائن الحي يحتوي على عدد لا نهائي محتمل من النتوءات. بدلًا من ذلك، يجب على المرء أن يوضح ما هي السمة نتوءًا له، بدلًا من مجرد اقتراح أنها يمكن أن تكون نتوءًا.
يجادل بيري وآخرون بأن منتقدي فرضيات التكيف غالبًا ما يكونون مذنبين بقبول أي تفسير بديل بشكل غير نقدي شريطة ألا يكون تفسيرًا تكيفيًا. علاوة على ذلك، يجادل المؤلفون بأنه في حين يصر النقاد على أن "الوظيفة التكيفية" تشير فقط إلى الوظيفة التكيفية الأصلية التي تطورت السمة من أجلها، فإنهم يجادلون بأن هذا مطلب لا معنى له. وذلك لأنه إذا اُستخدم تكيف لوظيفة تكيفية جديدة ومختلفة، فإن هذا يجعل السمة تكيفًا لأنها تبقى في الجمهرة لأنها تساعد الكائنات الحية في هذه الوظيفة الجديدة. وبالتالي فإن الغرض الأصلي للسمة غير ذي صلة لأنه اُستخدم لوظيفة جديدة ويحافظ على نفسه داخل النوع لأنه يزيد من النجاح الإنجابي لأفراد النوع الذين يمتلكونه (مقابل أولئك الذين ربما فقدوه لسبب ما)؛ الطبيعة عمياء عن الوظيفة "المقصودة" الأصلية للسمة.
يتفق دورانت وآخرون على ضرورة النظر في تفسيرات بديلة للتكيف. يجادل المؤلفون بأن إحدى المشكلات في التفسيرات التكيفية هي عدم التحديد الكافي. تكون النظرية غير محددة بشكل كافٍ عندما يمكن استخدام الأدلة المستخدمة لدعمها بالتساوي لدعم نظرية أو أكثر من النظريات المتنافسة الأخرى. عدم التحديد الكافي مشكلة في العلوم بسبب مشكلة الاستقراء؛ في الغالبية العظمى من الحالات، لا تستلزم حقيقة البيانات بشكل استنتاجي حقيقة الفرضية. في حين أن هذه مشكلة عامة في العلوم، فإن العلوم التي تتعامل مع الكيانات والعمليات غير المرصودة، والتي يفعلها علم النفس التطوري، معرضة للخطر بشكل خاص. حتى لو كان بإمكان النظرية تقديم تنبؤات، فإن هذه التنبؤات لا تؤكد بالضرورة الفرضية، حيث يمكن لنظرية منافسة أن تتنبأ بها أيضًا؛ يجادل المؤلفون بأن التنبؤ بالحقائق الجديدة لا يعني بالضرورة قبول النظرية، تاريخيًا، ملاحظة أنه في حين أن نظرية أينشتاين للنسبية العامة تعتبر مشهورة بقبولها لأنها تنبأت بأن الضوء سينحني حول الثقوب السوداء (وهو ما كان غير معروف في ذلك الوقت)، فإن أينشتاين وكثيرًا من معاصريه لم يعتبروا ذلك تأكيدًا قويًا لنظريته. وبالتالي يقترح دورانت وآخرون أنه يمكن حل مشكلة عدم التحديد الكافي من خلال الحكم على النظريات المتنافسة بناءً على مجموعة من المعايير لتحديد أي منها يشرح الظواهر بشكل أفضل من خلال امتلاك أفضل تماسك تفسيري؛ تشمل المعايير المقترحة الاتساع التفسيري (أي نظرية تشرح النطاق الأوسع من الحقائق)، والبساطة (أي نظرية تتطلب أقل عدد من الافتراضات الخاصة) والقياس (النظرية مدعومة بالقياس مع النظريات التي يجدها العلماء بالفعل ذات مصداقية). وبالتالي فإن أي نقد للنظريات التكيفية يجب أن يوضح أن نظرية بديلة تقدم تماسكًا تفسيريًا أكبر من النظرية التكيفية.

## مجالات النقد العامة الأخرى

### المركزية العرقية المزعومة
أحد جوانب علم النفس التطوري هو إيجاد سمات ثبت أنها عالمية لدى البشر. وقد أشار العديد من النقاد إلى أن العديد من السمات التي اعتبرها علماء النفس التطوري عالمية في مرحلة ما، غالبًا ما تبين أنها تعتمد على الظروف الثقافية والتاريخية الخاصة. ويزعم النقاد أن علماء النفس التطوري يميلون إلى افتراض أن سياقهم الثقافي الحالي يمثل طبيعة بشرية عالمية. على سبيل المثال، تجادل عالمة الأنثروبولوجيا سوزان ماكينون بأن النظريات التطورية للقرابة تستند إلى افتراضات إثنومركزية. يؤكد علماء النفس التطوري أن درجة القرابة الجينية تحدد مدى القرابة (مثل التضامن والرعاية والإيثار) لأنه من أجل تعظيم نجاحهم الإنجابي، فإن الناس "يستثمرون" فقط في أطفالهم البيولوجيين أو أقاربهم المقربين. صرح ستيفن بينكر، على سبيل المثال، "إما أن تكون أم شخص ما أو لا تكون كذلك". تجادل ماكينون بأن هذه البناءات التي تركز على البيولوجيا للعلاقة تنتج عن سياق ثقافي محدد: فئة القرابة "الأم" واضحة نسبيًا في الثقافات الأنجلو-أمريكية حيث تحظى البيولوجيا بالأولوية، ولكن ليس في مجتمعات أخرى حيث يحدد الوضع الاجتماعي والزواج، وليس البيولوجيا، من يعتبر أمًا أو حيث تعتبر أخوات الأم أيضًا أمهات ويُفهم أخو الأم على أنه "الأم الذكر".
ومع ذلك، يشير علماء النفس التطوري إلى أن أبحاثهم تركز في الواقع على أوجه التشابه بين أشخاص من ثقافات مختلفة للمساعدة في تحديد "الطبيعة النفسية البشرية" والكليات الثقافية. ليس التركيز على التباين السلوكي المحلي (الذي قد يعتبر أحيانًا إثنومركزيًا) هو ما يثير اهتمام علماء النفس التطوري؛ بل إن تركيزهم ينصب على إيجاد قواسم نفسية مشتركة بين أشخاص من ثقافات متنوعة.

### الاختزالية والحتمية المزعومة
يرى بعض النقاد أن علم النفس التطوري متأثر بالحتمية الجينية والاختزالية.
علم النفس التطوري مبني على نظرية مفادها أن فسيولوجيا الإنسان وعلم النفس يتأثران بالجينات. يفترض علماء النفس التطوري أن الجينات تحتوي على تعليمات لبناء وتشغيل الكائن الحي وأن هذه التعليمات تنتقل من جيل إلى جيل عبر الجينات.
جادل ليكليتر وهونيكوت (2003) بأن علم النفس التطوري هو نهج حتمي ومسبق التكوين يفترض أن السمات الفيزيائية والنفسية محددة ومبرمجة مسبقًا مع تجاهل العوامل غير الجينية المتضمنة في النمو البشري بشكل كبير. حتى عندما يعترف علماء النفس التطوري بتأثير البيئة، فإنهم يقللون دورها إلى دور المنشط أو المحفز لتعليمات النمو المحددة مسبقًا والمفترض أنها مشفرة في جينات الشخص. ذكر ليكليتر وهونيكوت أن افتراض الحتمية الجينية هو الأكثر وضوحًا في النظرية القائلة بأن التعلم والاستدلال تحكمهما وحدات فطرية خاصة بالمجال. يفترض علماء النفس التطوري أن الوحدات موجودة مسبقًا للنمو الفردي وتكمن كامنة في بنية الكائن الحي، في انتظار التنشيط بواسطة بعض الأحداث التجريبية (غير المحددة عادةً). عارض ليكليتر وهونيكوت هذا الرأي واقترحا أن النظام النمائي بأكمله، بما في ذلك السمات المحددة للبيئة التي يواجهها الشخص ويتفاعل معها بالفعل (وليس بيئات الأسلاف البعيدين) هو الذي يؤدي إلى أي نمطية للوظيفة المعرفية.
يجادل النقاد بأن التحليل الاختزالي للعلاقة بين الجينات والسلوك يؤدي إلى برنامج بحثي معيب وتفسير مقيد للأدلة، مما يخلق مشاكل في إنشاء نماذج تحاول شرح السلوك. بدلاً من ذلك، يدعو ليوينتين وروز وكامين إلى تفسير جدلي للسلوك حيث "ليس فقط أن الكل أكبر من مجموع أجزائه، بل إن الأجزاء تصبح جديدة نوعيًا من خلال كونها أجزاء من الكل". وهم يجادلون بأن التفسيرات الاختزالية مثل الاختزالية الهرمية التي اقترحها ريتشارد دوكينز ستجعل الباحث يغفل عن التفسيرات الجدلية. وبالمثل، تنتقد هيلاري روز تفسيرات علماء النفس التطوري لإساءة معاملة الأطفال باعتبارها اختزالية بشكل مفرط. كمثال، تستشهد بنظرية مارتن دالي ومارغوت ويلسون القائلة بأن الأزواج ليسوا آباءً بيولوجيين هم أكثر إساءة لأنهم يفتقرون إلى غريزة الرعاية لدى الآباء الطبيعيين ويمكنهم زيادة نجاحهم الإنجابي بهذه الطريقة. وفقًا لروز، هذا لا يفسر سبب عدم إساءة معظم الأزواج الذين ليسوا آباءً بيولوجيين معاملة أطفالهم وسبب إساءة بعض الآباء البيولوجيين معاملتهم. وتجادل أيضًا بأن الضغوط الثقافية يمكن أن تتجاوز الاستعداد الجيني للرعاية كما في حالة وأد الإناث الانتقائي المنتشر في بعض الثقافات حيث يفضل النسل الذكور على النسل الإناث.
يرد عالما النفس التطوري وركمان وريدر بأنه على الرغم من أن الاختزالية قد تكون "كلمة قذرة" بالنسبة للبعض، إلا أنها في الواقع مبدأ علمي مهم. ويجادلان بأنها تكمن في جذور اكتشافات مثل أن العالم يتكون من ذرات وأن الحياة المعقدة هي نتيجة التطور. وفي الوقت نفسه، يؤكدان على أهمية النظر إلى جميع "مستويات" التفسيرات، على سبيل المثال، يساهم كل من علماء النفس الذين ينظرون إلى الأسباب البيئية للاكتئاب وعلماء الأعصاب الذين ينظرون إلى الدماغ في جوانب مختلفة من معرفتنا بالاكتئاب. كما ينكر وركمان وريدر تهمة الحتمية الجينية، مؤكدين أن الجينات عادة لا تسبب سلوكيات بشكل مطلق ولكنها تهيئ لسلوكيات معينة تتأثر بعوامل مثل الثقافة وتاريخ حياة الفرد.
يجادل ستيفن بينكر بأن تهمة الاختزالية هي رجل قش وأن علماء النفس التطوري يدركون أن الكائنات الحية تتطور بسبب تفاعلات معقدة بين الجينات والبيئة. يجادل بينكر بأن ليوينتين وروز وكامين أساءوا فهم دوكينز في هذا الصدد. يجادل بينكر بأنه عندما يتحدث علماء النفس التطوري عن الجينات التي "تسبب" السلوك، فإنهم يعنون أن الجين المذكور يزيد من احتمالية حدوث سلوك مقارنة بجينات أخرى، وهو ما يُحسب على متوسط النطاق الزمني التطوري للكائن الحي والبيئات التي عاش فيها. يجادل بينكر بأن هذا منظور غير اختزالي وغير حتمي للجينات، وهو أمر شائع في علم الأحياء التطوري.

### مشاكل الانفصال والحبوب
جادل البعض بأنه حتى لو تبين أن الافتراضات النظرية لعلم النفس التطوري صحيحة، فإنها ستؤدي مع ذلك إلى مشاكل منهجية من شأنها أن تعيق ممارسته. يُزعم أن مشكلتي الانفصال والحبيبية تخلقان تحديات منهجية تتعلق بعدم تحديد الوظائف التكيفية لعلم النفس التطوري. وهذا يعني عدم القدرة على الاختيار الصحيح من بين عدد من الإجابات الممكنة للسؤال: "ما هي وظيفة آلية معينة؟"
تحدث مشكلة الانفصال عندما يبدو أن آلية ما تستجيب لشيء واحد (F)، ولكنها مرتبطة أيضًا بشيء آخر (G). فعندما يكون F موجودًا، يكون G موجودًا أيضًا، ويبدو أن الآلية تستجيب لكل من F وG. وبالتالي، تنطوي الصعوبة على تحديد ما إذا كان يجب توصيف الوظيفة التكيفية للآلية بأنها مرتبطة بـ F أو G أو كليهما. "على سبيل المثال، تستجيب آلية التقاط الفريسة لدى الضفادع للذباب والنحل وحبيبات الطعام وما إلى ذلك؛ فهل تكيفها موجه نحو الذباب أو النحل أو خليط الذباب والنحل أو الحبيبات أو كل هذه الأشياء أو بعضها فقط؟"
تشير مشكلة الحبيبية إلى التحدي المتمثل في معرفة نوع "المشكلة" البيئية التي ربما حلتها آلية عقلية تكيفية. كما لخصها ستيرنيلي وغريفيث (1999): "ما هي المشاكل 'هناك' في البيئة؟ هل مشكلة اختيار الشريك مشكلة واحدة أم فسيفساء من العديد من المشاكل المتميزة؟ قد تتضمن هذه المشاكل: متى يجب أن أكون غير مخلص لشريكي المعتاد؟ متى يجب أن أهجر شريكي القديم؟ متى يجب أن أساعد إخوتي في العثور على شريك؟ متى وكيف يجب أن أعاقب الخيانة الزوجية؟" وبالتالي، تشير مشكلة الحبيبية إلى احتمال أن تكون المشكلة التكيفية في الواقع مجموعة من "المشاكل الفرعية" المتداخلة "التي قد تتعلق بدورها بمجالات أو مواقف إدخال مختلفة. يذكر فرانكس أنه "إذا كانت كل من المشاكل التكيفية والحلول التكيفية غير محددة، فما هي فرصة علم النفس التطوري؟"
يذكر فرانكس أيضًا أن "الحجج لا تعارض بأي حال من الأحوال تفسيرًا تطوريًا عامًا لعلم النفس" وأنه من خلال تخفيف الافتراضات يمكن تجنب المشاكل، على الرغم من أن هذا قد يقلل من القدرة على وضع نماذج مفصلة.

### إهمال الاختلافات الجينية الفردية
من الانتقادات الشائعة أن علم النفس التطوري لا يتناول تعقيد النمو والتجربة الفردية ويفشل في تفسير تأثير الجينات على السلوك في الحالات الفردية. ويرد علماء النفس التطوريون بأن مجالهم لا يهتم في المقام الأول بتفسير سلوك أفراد محددين، بل يهتم بفئات واسعة من السلوكيات البشرية عبر المجتمعات والثقافات. إن البحث عن التكيفات النفسية على مستوى الأنواع (أو "الطبيعة البشرية") هو ما يميز علم النفس التطوري عن التفسيرات الثقافية أو الاجتماعية البحتة. وتشمل هذه التكيفات النفسية قواعد اتخاذ القرارات المعرفية التي تستجيب للظروف البيئية والثقافية والاجتماعية المختلفة بطرق تكون (في المتوسط) تكيفية.

### أزمة التكرار
خضعت علم النفس التطوري للتدقيق كجزء من أزمة التكرار الأوسع في علم النفس. فشل عدد متزايد من الدراسات في تكرار النتائج الرئيسية المتعلقة بتفضيلات التزاوج، والميل إلى المخاطرة، والتأثيرات الهرمونية، مما أثار تساؤلات حول متانة العديد من الادعاءات التأسيسية.
حاولت مبادرة تكرار واسعة النطاق عام 2015 من قبل "مركز العلوم المفتوحة" تكرار 100 دراسة نفسية من مجلات ذات تأثير عالٍ. في حين أن 97% من الدراسات الأصلية أبلغت عن نتائج ذات دلالة إحصائية، فإن 36% فقط من عمليات التكرار فعلت ذلك، وكان متوسط أحجام تأثير التكرار حوالي نصف حجم التأثير الأصلي (r = .197 مقابل r = .403). أشارت هذه النتائج إلى أن العديد من التأثيرات النفسية، بما في ذلك تلك الموجودة في علم النفس التطوري، قد تكون أقل متانة مما كان يُفترض سابقًا.
تعرضت العديد من تأثيرات علم النفس التطوري المعروفة لتحديات مباشرة. على سبيل المثال، فشلت فرضية تقلب تفضيلات المرأة لذكورية الوجه عبر دورة الإباضة في التكرار في دراسات قوية تستخدم فحوصات هرمونية للعاب وتصاميم داخل الأشخاص. لم تجد إحدى هذه الدراسات (N = 584) أي دليل مقنع يربط التغيرات الهرمونية بتفضيلات الذكورة، مما يتعارض مع الأبحاث السابقة القائمة على طرق أقل صرامة.وبالمثل، لم تجد محاولات التكرار أي تأثير موثوق به للتنشيط المتعلق بالتزاوج على الميل إلى المخاطرة أو سلوك المستهلك، ولا يوجد دليل ثابت على تأثير "عيون المراقبة" الذي تنبأ بالسلوك الاجتماعي الإيجابي في وجود إشارات خفية للمراقبة.
يجادل النقاد بأن نتائج علم النفس التطوري معرضة بشكل خاص لدرجات حرية الباحثين والتحايل الإحصائي (جرف البيانات). لاحظ هاريس وباشلر وميكس (2014) أن القرارات التحليلية المرنة، مثل اختيار نوافذ الخصوبة، يمكن أن تغير النتائج بشكل كبير وربما ساهمت في نتائج إيجابية كاذبة في الدراسات المتعلقة بتأثيرات الإباضة.

## مجالات محددة للجدل

### الاغتصاب والانجذاب إلى العدوان
انتقد سميث وآخرون (2001) فرضية ثورنهيل وبالمر بأن الاستعداد للاغتصاب في ظروف معينة قد يكون تكيفًا نفسيًا ثنائي الشكل تطور جنسيًا. لقد طوروا نموذجًا رياضيًا لتكلفة/فائدة اللياقة وقاموا بتعبئته بتقديرات لبعض المعلمات (استندت بعض تقديرات المعلمات إلى دراسات أجريت على شعب الآتشي في باراغواي). أشار نموذجهم إلى أنه، في المتوسط، تفوق تكاليف الاغتصاب بالنسبة لرجل نموذجي يبلغ من العمر 25 عامًا الفوائد بعشرة أضعاف. بناءً على نموذجهم وتقديرات المعلمات، اقترحوا أن هذا سيجعل من غير المرجح أن يحقق الاغتصاب عمومًا فوائد صافية للياقة لمعظم الرجال. كما وجدوا أن الاغتصاب الناتج عن مداهمة قبائل أخرى له تكاليف أقل ولكنه لا يقدم فوائد صافية للياقة، مما يجعله أيضًا من غير المرجح أن يكون تكيفًا.
عارض بيكرمان وآخرون (2009) تفسيرات العدوان الذكوري كاستراتيجية إنجابية. في دراسة أجريت على قبائل الواوراني، كان المحاربون الأكثر عدوانية هم الأقل عددًا من النسل.

### نسبة الخصر إلى الورك
انتقد آخرون التأكيد على أن الرجال يفضلون عالميًا النساء بنسبة الخصر إلى الورك (WHR) تبلغ 0.7 أو شكل "الساعة الرملية". وجدت دراسات أجريت على شعوب في بيرو وتنزانيا أن الرجال فضلوا نسبًا تبلغ 0.9. كتبت كاشدان (2008)، عند بحثها عن سبب ارتفاع متوسط نسبة الخصر إلى الورك بين النساء عن 0.7، أن ارتفاع نسبة الخصر إلى الورك مرتبط بمستويات أعلى من الكورتيزول والأندروجينات، وجادلت بأن هذه الهرمونات تسببت في استجابة أفضل للإجهاد، ومستويات أعلى من الحزم والقدرة التنافسية، على التوالي. وجادلت بأن هذه التأثيرات كانت أيضًا تكيفية وعاكسة لتأثيرات جذب الشريك والخصوبة لنسبة الخصر إلى الورك المنخفضة، وأن نسبة الخصر إلى الورك لدى النساء كانت أعلى حيث يعتمدن بشكل أكبر على عملهن الشاق أو حيث تكون البيئة صعبة، وأقل في المجتمعات التي يحصلن فيها على الموارد عن طريق جذب الشريك، مع تحول تفضيلات الذكور وفقًا لذلك. خلصت مراجعة عام 2019 للعديد من الفرضيات إلى أنه يجب على الباحثين التركيز على التمييز بين استنتاجات التحليلات المختلفة لهذه الفرضيات، مع الأخذ في الاعتبار الكثير من التناقضات داخل البيانات والتعريفات الغامضة لـ "قيمة الشريك". تُظهر الدراسات الحديثة التي تستخدم محفزات تتطابق مع ما هو موجود في الثقافة المحلية أن الرجال يُظهرون إجماعًا عبر الثقافات في تفضيل نسبة منخفضة من الخصر إلى الورك (أي شكل يشبه الساعة الرملية)، مع بعض التقلبات اعتمادًا على ما إذا كانت البيئة المحلية تعاني من الإجهاد التغذوي. يُظهر الرجال المكفوفون خلقيًا أيضًا تفضيلًا لأشكال الساعة الرملية لدى النساء.

### السلوكيات التي تقلل من النجاح الإنجابي
يبدو أن السلوكيات "غير القادرة على التكيف" مثل المثلية الجنسية والانتحار تقلل من النجاح الإنجابي وتشكل تحديًا لعلم النفس التطوري. وقد اقترح علماء النفس التطوري تفسيرات، مثل احتمال وجود معدلات خصوبة أعلى للإناث من أقارب الرجال المثليين، وبالتالي تقدم جين محتمل للمثلية الجنسية، أو أنها قد تكون نواتج ثانوية لسلوكيات تكيفية تزيد عادةً من النجاح الإنجابي. ومع ذلك، ذكرت مراجعة أجراها كونفر وآخرون أنها "لا تزال غير قابلة للتفسير إلى حد ما على أساس الحسابات النفسية التطورية الحالية".

## جدال حول الآثار المترتبة

### الأخلاقي
جادل العديد من النقاد بأن علم النفس التطوري وعلم الأحياء الاجتماعي يبرران التسلسلات الهرمية الاجتماعية القائمة والسياسات الرجعية. اتُهم علماء النفس التطوري بخلط "ما هو كائن" و"ما ينبغي أن يكون"، وقد استُخدم علم النفس التطوري للطعن في التغيير الاجتماعي (لأن الطريقة التي تسير بها الأمور الآن قد تطورت وتكيفت) وضد العدالة الاجتماعية (مثل الحجة القائلة بأن الأغنياء أغنياء فقط لأنهم ورثوا قدرات أكبر، وبالتالي فإن برامج رفع مستويات الفقراء محكوم عليها بالفشل).
وقد أشار نقاد أيضًا إلى أن نظريات علماء النفس التطوري وتفسيراتهم للبيانات التجريبية تعتمد بشكل كبير على افتراضات أيديولوجية حول العرق والجنس. يجادل هالفورد فيرتشايلد، على سبيل المثال، بأن عمل فيليب راشتون حول العرق والذكاء تأثر بأفكار مسبقة حول العرق وكان "مغطى بمصطلحات ولغة و'موضوعية'" علم النفس التطوري وعلم الأحياء الاجتماعي وعلم الوراثة السكانية.
علاوة على ذلك، تعرض علم النفس التطوري لانتقادات بسبب آثاره الأخلاقية. استشهد ريتشاردسون (2007) وويلسون وآخرون (2003) بالنظريات الواردة في كتاب "تاريخ طبيعي للاغتصاب" حيث يوصف الاغتصاب بأنه شكل من أشكال اختيار الشريك الذي يعزز لياقة الذكور كأمثلة. أعرب النقاد عن قلقهم بشأن العواقب الأخلاقية لمثل هذه النظريات التطورية، وفهمها بعض النقاد على أنها تبرر الاغتصاب. ومع ذلك، وجدت دراسة أجريت عام 2011 أنه بعد قراءة مقال عن نظريات علم النفس التطوري، لم يحكم الرجال على السلوك الجنسي الإجرامي للذكور بشكل مختلف بشكل كبير عن المجموعة الضابطة، بينما أولئك الذين تعرضوا لمقال عن النظرية الاجتماعية والثقافية حكموا على السلوك الجنسي الإجرامي بقسوة أكبر بكثير من كل من المجموعة الضابطة ومجموعة علم النفس التطوري؛ يتكهن المؤلفون بأن المشاركين في الدراسة كان لديهم تحيز فطري تجاه نظرية علم النفس التطوري تم التغلب عليه مؤقتًا بالتعرض للنظرية البديلة، مع الاعتراف بأن هذه الدراسة قصيرة الأجل لا تعكس آثارًا أوسع وأطول أمدًا للنظرية على السلوك.

يحذر علماء النفس التطوري من الوقوع في المغالطة الطبيعية - وهي فكرة أنه "يمكن استنتاج ما ينبغي أن يكون مما هو كائن" وأن "ما هو طبيعي" هو بالضرورة خير أخلاقي. في كتابه "اللوحة الفارغة"، يرى ستيفن بينكر أن النقاد ارتكبوا مغالطتين منطقيتين:
المغالطة الطبيعية هي فكرة أن ما يوجد في الطبيعة جيد. كانت الأساس للاشتراكية الداروينية، الاعتقاد بأن مساعدة الفقراء والمرضى ستعيق التطور، الذي يعتمد على بقاء الأصلح. اليوم، يشجب علماء الأحياء المغالطة الطبيعية لأنهم يريدون وصف العالم الطبيعي بصدق، دون أن يستنتج الناس أخلاقًا حول كيف ينبغي أن نتصرف - كما في: إذا كانت الطيور والوحوش تمارس الزنا وقتل الأطفال وأكل لحوم البشر، فلا بد أن ذلك مقبول. المغالطة الأخلاقية هي أن ما هو جيد يوجد في الطبيعة. وهي تكمن وراء العلم السيئ في التعليقات الصوتية للأفلام الوثائقية عن الطبيعة: الأسود هي قتلة رحيمة للضعفاء والمرضى، والفئران لا تشعر بالألم عندما تأكلها القطط، وخنافس الروث تعيد تدوير الروث لصالح النظام البيئي وما إلى ذلك. كما أنها تكمن وراء الاعتقاد الرومانسي بأن البشر لا يمكن أن يكنوا رغبات في القتل أو الاغتصاب أو الكذب أو السرقة لأن ذلك سيكون محزنًا أو رجعيًا للغاية.
وبالمثل، فإن مؤلفي كتاب "تاريخ طبيعي للاغتصاب"، ثورنهيل وبالمر، بالإضافة إلى ماكيبين وآخرين، يردون على الادعاءات بأن علماء النفس التطوري يضفون الشرعية على الاغتصاب بحجة أن منطق منتقديهم هو مغالطة طبيعية بنفس الطريقة التي سيكون بها من المغالطة اتهام العلماء الذين يجرون أبحاثًا حول أسباب السرطان بتبرير السرطان. وبدلاً من ذلك، يجادلون بأن فهم أسباب الاغتصاب قد يساعد في إنشاء تدابير وقائية.

### السياسي
جزء من الجدل تمثل في اتهام كل طرف للآخر بحمل أو دعم وجهات نظر سياسية متطرفة: غالبًا ما اتُهم علم النفس التطوري بدعم سياسات اليمين، بينما اتُهم النقاد بأن دوافعهم نابعة من وجهات نظر ماركسية.

قال اللغوي والناشط نعوم تشومسكي إن علماء النفس التطوري غالبًا ما يتجاهلون الأدلة التي قد تضر بالوضع السياسي الراهن:
خلص مؤسس ما يُعرف الآن بـ "علم الأحياء الاجتماعي" أو "علم النفس التطوري" - المؤرخ الطبيعي والفوضوي بيتر كروبوتكين - من تحقيقاته في حياة الحيوانات والبشر والمجتمع إلى أن "المساعدة المتبادلة" كانت عاملاً أساسيًا في التطور، والذي اتجه بشكل طبيعي نحو الفوضوية الشيوعية... بالطبع، لا يُعتبر كروبوتكين الشخصية المؤسسة لهذا المجال وعادة ما يتم تجاهله إذا ذُكر على الإطلاق، لأن تأملاته شبه الداروينية أدت إلى استنتاجات غير مرغوب فيها.
وقال تشومسكي أيضًا إنه لا يُعرف ما يكفي عن الطبيعة البشرية للإشارة إلى أي استنتاجات سياسية.
في مراجعة لكتاب ستيفن بينكر "اللوحة الفارغة"، والذي يستند جزئيًا إلى علم النفس التطوري، كتب لويس ميناند:
بشكل عام، وجهات النظر التي يستخلصها بينكر من "العلوم الجديدة للطبيعة البشرية" هي وجهات نظر سائدة في عهد كلينتون: السجن مؤسف ولكنه ضروري؛ التحيز الجنسي غير مقبول، لكن الرجال والنساء سيظلون دائمًا لديهم مواقف مختلفة تجاه الجنس؛ الحوار أفضل من التهديدات بالقوة في تهدئة الصراعات العرقية والقومية؛ معظم الصور النمطية الجماعية صحيحة إلى حد كبير، لكن لا ينبغي لنا أبدًا أن نحكم على فرد بناءً على الصور النمطية الجماعية؛ الاستقامة جيدة جدًا، لكن "الأشخاص النبلاء يميلون إلى أن يكونوا في المؤخرة"؛ وهكذا.
يجادل عالم النفس التطوري جلين ويلسون بأن "تعزيز الاعتراف بالقوة والدور الحقيقيين للغرائز لا يعني الدعوة إلى التخلي الكامل عن القيود الاجتماعية". جادل الفيلسوف اليساري بيتر سنجر في كتابه "يسار داروين" بأن وجهة النظر حول الطبيعة البشرية التي يقدمها التطور متوافقة مع الإطار الأيديولوجي لليسار ويجب دمجها فيه.
أجرى باحثون دراسة عام 2007 بحثت في آراء عينة من 168 طالب دكتوراه في علم النفس في الولايات المتحدة. خلص المؤلفون إلى أن أولئك الذين عرّفوا أنفسهم بأنهم تكيفيون كانوا أقل تحفظًا بكثير من متوسط عموم السكان. كما لم يجدوا اختلافات مقارنة بالطلاب غير التكيفيين ووجدوا أن غير التكيفيين يعبرون عن تفضيل لمنهجية علمية أقل صرامة وكمية من التكيفيين. وجدت دراسة أجريت عام 2012 أن طلاب علم الإنسان التطوري كانوا إلى حد كبير ذوي توجه سياسي يساري ليبرالي ولم يختلفوا إلا قليلاً في آرائهم السياسية عن آراء طلاب علم النفس الآخرين.

## قراءة إضافية

### الكتب وفصول الكتب
- Alcock, John (2001). The Triumph of Sociobiology. Oxford: Oxford University Press. (ردمك 978-0-19-516335-3)ISBN 978-0-19-516335-3
- Barkow, Jerome (Ed.). (2006) Missing the Revolution: Darwinism for Social Scientists. Oxford: Oxford University Press. (ردمك 978-0-19-513002-7)ISBN 978-0-19-513002-7
- Buller, David. (2005) Adapting Minds: Evolutionary Psychology and the Persistent Quest for Human Nature.
- Buss, David, ed. (2005) The Handbook of Evolutionary Psychology. (ردمك 0-471-26403-2)ISBN 0-471-26403-2.
- Degler, C. N. (1991). In search of human nature: The decline and revival of Darwinism in American social thought. New York: Oxford University Press. (ردمك 978-0-19-507707-0)ISBN 978-0-19-507707-0
- Ehrlich, P. & Ehrlich, A. (2008). The dominant animal: Human evolution and the environment. Washington, DC: Island Press.
- Fodor, J. (2000). The Mind Doesn't Work That Way: The Scope and Limits of Computational Psychology
- Fodor, J. & Piattelli-Palmarini, M. (2011). What Darwin got wrong.
- Gillette, Aaron. (2007) Eugenics and the Nature-Nurture Debate in the Twentieth Century. New York: Palgrave Macmillan. (ردمك 978-0230108455)ISBN 978-0230108455
- Gould, S.J. (2002) The Structure of Evolutionary Theory
- Joseph, J. (2004). The Gene Illusion: Genetic Research in Psychiatry and Psychology Under the Microscope. New York: Algora. (2003 United Kingdom Edition by PCCS Books)
- Joseph, J. (2006). The Missing Gene: Psychiatry, Heredity, and the Fruitless Search for Genes. New York: Algora.
- Kitcher, Philip. (1985). Vaulting Ambitions: Sociobiology and the Quest for Human Nature. London:Cambridge.
- Kohn, A. (1990) The Brighter Side of Human Nature: Altruism and Empathy in Everyday Life
- Leger, D. W., Kamil, A. C., & French, J. A. (2001). Introduction: Fear and loathing of evolutionary psychology in the social sciences. In J. A. French, A. C. Kamil, & D. W. Leger (Eds.), The Nebraska Symposium on Motivation, Vol. 47: Evolutionary psychology and motivation, (pp. ix-xxiii). Lincoln: University of Nebraska Press
- Lewis, Jeff (2015) Media, Culture and Human Violence: From Savage Lovers to Violent Complexity, Rowman and Littlefield, London/Lanham.
- Lewontin, R.C., Rose, S. & Kamin, L. (1984) Biology, Ideology and Human Nature: Not In Our Genes
- Malik, K. (2002). Man, beast, and zombie: What science can and cannot tell us about human nature
- McKinnon, S. (2006) Neo-liberal Genetics: The Myths and Moral Tales of Evolutionary Psychology
- Rose, H. and Rose, S. (eds.)(2000) Alas, Poor Darwin: Arguments Against Evolutionary Psychology New York: Harmony Books
- Pinker, S. (2002). The Blank Slate: The Modern Denial of Human Nature. New York: Viking.
- Richards, Janet Radcliffe (2000). Human Nature After Darwin: A Philosophical Introduction. London: Routledge. (ردمك 978-0-415-21244-1)ISBN 978-0-415-21244-1
- Sahlins, Marshall. (1976) The Use and Abuse of Biology: An Anthropological Critique of Sociobiology
- Scher، Stephen J.؛ Rauscher، Frederick، المحررون (2003). Evolutionary Psychology: Alternative Approaches. Kluwer.
- Segerstrale, Ullica (2000). Defenders of the Truth: The Battle for Science in the Sociobiology Debate and Beyond. Oxford: Oxford University Press. (ردمك 978-0-19-286215-0)ISBN 978-0-19-286215-0
- Wallace, B. (2010). Getting Darwin Wrong: Why Evolutionary Psychology Won't Work

### المقالات
- Buller، D.؛ وآخرون (2000). "Evolutionary psychology, meet developmental neurobiology: Against promiscuous modularity". Brain and Mind. ج. 1 ع. 3: 307–25. DOI:10.1023/A:1011573226794. S2CID:5664009.
- Buller، D. (2005). "Evolutionary psychology: the emperor's new paradigm". Trends in Cognitive Sciences. ج. 9 ع. 6: 277–283. DOI:10.1016/j.tics.2005.04.003. hdl:10843/13182. PMID:15925806. S2CID:6901180. مؤرشف من الأصل في 2022-09-30. اطلع عليه بتاريخ 2019-01-03.
- Confer، J. C.؛ Easton، J. A.؛ Fleischman، D. S.؛ Goetz، C. D.؛ Lewis، D. M.؛ Perilloux، C.؛ Buss، D. M. (2010). "Evolutionary Psychology: Controversies, Questions, Prospects, and Limitations" (PDF). American Psychologist. ج. 65 ع. 2: 110–126. CiteSeerX:10.1.1.601.8691. DOI:10.1037/a0018413. PMID:20141266. مؤرشف من الأصل (PDF) في 2025-02-18.
- Crane-Seeber، J.؛ Crane، B. (2010). "Contesting essentialist theories of patriarchal relations: Evolutionary psychology and the denial of history". Journal of Men's Studies. ج. 18 ع. 3: 218–37. DOI:10.3149/jms.1803.218. S2CID:145723615.
- Davies، P. (2009). "Some evolutionary model or other: Aspirations and evidence in evolutionary psychology". Philosophical Psychology. ج. 22 ع. 1: 83–97. DOI:10.1080/09515080802703745. S2CID:144879264.
- Derksen، M. (2010). "Realism, relativism, and evolutionary psychology". Theory & Psychology. ج. 20 ع. 4: 467–487. CiteSeerX:10.1.1.321.8061. DOI:10.1177/0959354309350245. S2CID:145505935.
- Derksen، M. (2005). "Against integration: Why evolution cannot unify the social sciences". Theory and Psychology. ج. 15 ع. 2: 139–162. CiteSeerX:10.1.1.1027.3828. DOI:10.1177/0959354305051360. S2CID:144467388.
- Ehrlich، P.؛ Feldman، Marcus (2003). "Genes and cultures: What creates our behavioral phenome?". Current Anthropology. ج. 44 ع. 1: 87–107. DOI:10.1086/344470. S2CID:149676604.
- Fox، E.؛ Griggs، L.؛ Mouchlianitis، E. (2007). "The Detection of Fear-Relevant Stimuli: Are Guns Noticed as Quickly as Snakes?". Emotion. ج. 7 ع. 4: 691–696. DOI:10.1037/1528-3542.7.4.691. PMC:2757724. PMID:18039035.
- Franks، B. (2005). "The role of 'the environment' in cognitive and evolutionary psychology" (PDF). Philosophical Psychology. ج. 18 ع. 1: 59–82. DOI:10.1080/09515080500085387. S2CID:144931740. مؤرشف من الأصل (PDF) في 2024-06-23.
- Gerrans، P. (2002). "The Theory of Mind Module in Evolutionary Psychology". Biology and Philosophy. ج. 17 ع. 3: 305–321. DOI:10.1023/A:1020183525825. S2CID:82007006.
- Looren H، de Jong H، Van der Steen W (1998). "Biological thinking in evolutionary psychology: rockbottom or quicksand?". Philosophical Psychology. ج. 11 ع. 2: 183–205. DOI:10.1080/09515089808573255.
- Lewontin, R.C. (1998) ‘The evolution of cognition: questions we will never answer’, in D. Scarborough and S. Sternberg (eds), An Invitation to Cognitive Science. Vol. 4: Methods, Models and Conceptual Issues. Cambridge, MA: MIT Press. pp. 107–32.
- Lipp، O.؛ Waters، A.؛ Derakshan، N.؛ Logies، S. (2004). "Snakes and Cats in the Flower Bed: Fast Detection Is Not Specific to Pictures of Fear-Relevant Animals". Emotion. ج. 4 ع. 3: 233–250. DOI:10.1037/1528-3542.4.3.233. PMID:15456393.
- Lloyd، E.A. (1999). "Evolutionary psychology: the burdens of proof" (PDF). Biology and Philosophy. ج. 14 ع. 2: 211–33. DOI:10.1023/A:1006638501739. S2CID:1929648. مؤرشف من الأصل (PDF) في 2024-09-07.
- Machery، E. (2007). "Massive modularity and brain evolution". Philosophy of Science. ج. 74 ع. 5: 825–838. CiteSeerX:10.1.1.215.1961. DOI:10.1086/525624. S2CID:117037111.
- McKinnon, S. (2005). On Kinship and Marriage: A Critique of the Genetic and Gender Calculus of Evolutionary Psychology. In: Complexities: Beyond Nature & Nurture, McKinnon, S. & Silverman, S. (Eds); pp. 106–131.
- Panksepp، J.؛ Moskal، J.؛ Panksepp، J.B.؛ Kroes، R. (2002). "Comparative approaches in evolutionary psychology: Molecular neuroscience meets the mind". Neuroendocrinology Letters. ج. 23 ع. 4: 105–115. PMID:12496741.
- Panksepp، J. (2000). "The Seven Sins of Evolutionary Psychology". Evolution and Cognition. ج. 6 ع. 2: 108–131.
- Smith، E.A.؛ Borgerhoff Mulder، M.؛ Hill، K. (2001). "Controversies in the evolutionary social sciences: A guide to the perplexed". Trends in Ecology & Evolution. ج. 16 ع. 3: 128–135. DOI:10.1016/S0169-5347(00)02077-2. PMID:11179576.
- Smith, E.A., Borgerhoff Mulder, M. & Hill, K. (2000). Evolutionary analyses of human behaviour: a commentary on Daly & Wilson. Animal Behaviour, 60, F21-F26.
- Verweij، K.؛ وآخرون (2010). "A genome-wide association study of Cloninger's temperament scales: Implications for the evolutionary genetics of personality". Biological Psychology. ج. 85 ع. 2: 306–317. DOI:10.1016/j.biopsycho.2010.07.018. PMC:2963646. PMID:20691247.
- Samuels، R. (1998). "Evolutionary psychology and the Massive Modularity hypothesis" (PDF). British Journal for the Philosophy of Science. ج. 49 ع. 4: 575–602. DOI:10.1093/bjps/49.4.575. مؤرشف من الأصل (PDF) في 2024-06-15.
- Wilson، D.S.؛ Dietrich، E.؛ وآخرون (2003). "On the inappropriate use of the naturalistic fallacy in evolutionary psychology". Biology and Philosophy. ج. 18 ع. 5: 669–682. DOI:10.1023/A:1026380825208. S2CID:30891026.
- Weber، Bruce H.؛ Scher، Steven J.؛ Rauscher، Frederick (2006). "Review: Re-Visioning Evolutionary Psychology". The American Journal of Psychology. ج. 119 ع. 1: 148–156. DOI:10.2307/20445326. JSTOR:20445326.
- Wood، W.؛ Eagly، A. H. (2002). "A Cross-Cultural Analysis of the Behavior of Women and Men: Implications for the Origins of Sex Differences". Psychological Bulletin. ج. 128 ع. 5: 699–727. DOI:10.1037/0033-2909.128.5.699. PMID:12206191. S2CID:6751650.